# غوستافو مارين
غوستافو مارين (بالإسبانية: Gustavo Marín)‏ هو اقتصادي تشيلي، ولد في أبريل 1950 في أنتوفاغاستا في تشيلي.